# Petrus en Pauluskathedraal (Minsk)
De Kathedraal van de Heilige Apostelen Petrus en Paulus (Wit-Russisch: Сабор Святых апосталаў Пятра і Паўла) is het oudst nog bestaande kerkgebouw in de Wit-Russische hoofdstad Minsk.

## Geschiedenis

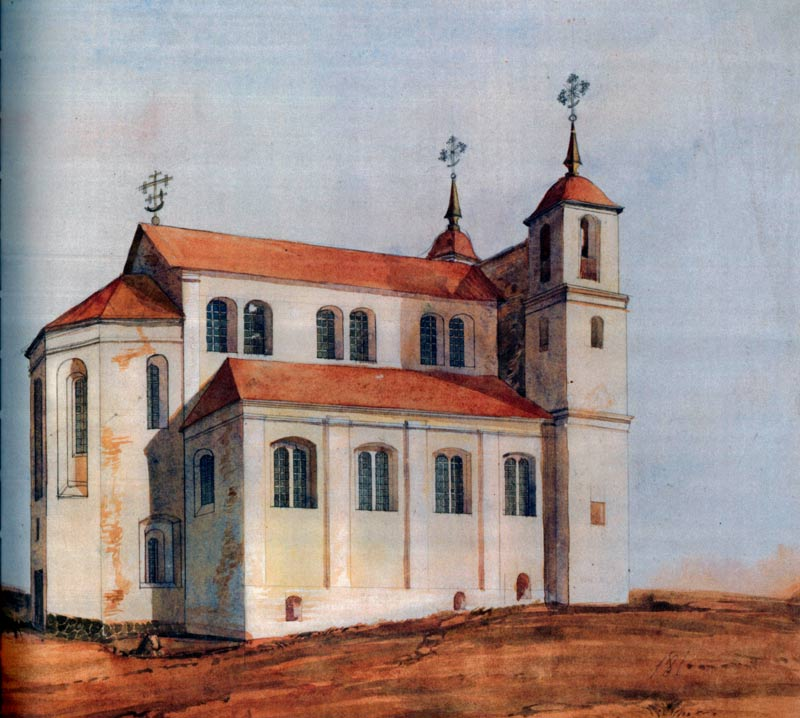
De kathedraal in de jaren 1860

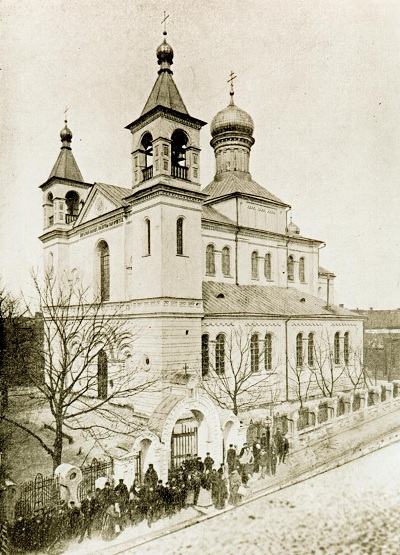
Petrus en Pauluskerk na de renovatie van 1870-1871 (begin 20e eeuw)

De kerk werd tussen 1612 en 1630 gebouwd van giften van 52 leden van de adel en burgerij. Bij de kerk werd een gelijknamig mannenklooster gebouwd. 
In de vroege jaren van de 18e eeuw werd het klooster bij vijandelijkheden tijdens de Grote Noordse Oorlog bijna volledig verwoest. In de volgende decennia verslechterde de staat van het kerkgebouw. In 1777 verbleven er in de vervallen kloostergebouwen nog slechts vijf monniken. Na de Tweede Poolse deling liet keizerin Catharina II de kloosterkerk in de periode 1793-1795 renoveren, maar het klooster werd daarna opgeheven. Van 1795 tot 1799 bleef de kerk de kathedraal van het bisdom van Minsk. Na 1799 werd de kerk een parochiekerk.
In 1812, tijdens de opmars van Napoleons troepen tegen Rusland, werd de Petrus en Paulus kerk vernield door Franse soldaten en diende twee maanden als veldhospitaal. In 1814 volgde weer de openstelling en vanaf 1844 herkreeg de kerk de status van kathedraal. Tegelijk met een ingrijpende renovatie in de periode 1870-1871 werd er in de kerk een nieuwe iconostase geplaatst, werden er nieuwe fresco's aangebracht en een orthodoxe koepel op de kerk gebouwd.
De kerk werd in 1933 gesloten door de bolsjewieken, de leden van de geestelijkheid werden gearresteerd en geëxecuteerd en de kerk werd een pakhuis voor de opslag van voedsel. Tijdens de Duitse bezetting werden de diensten vanaf 1941 hervat. Na de komst van het Rode Leger in 1944 werd de Petrus en Pauluskerk wederom gesloten. Het interieur van de kerk werd volledig herbouwd. In het gebouw werden appartementen ondergebracht, later ook wetenschappelijk-technische archieven en het archief van het Museum van Literatuur en Kunst.  
Op 7 december 1991 werd de kerk weer opengesteld en opnieuw gewijd aan de heilige apostelen Petrus en Paulus. De in de 19e eeuw en in de Sovjet-periode aangebrachte bouwkundige veranderingen werden ongedaan gemaakt en tegenwoordig prijkt de kerk op de lijst van monumenten van nationaal belang.